# Nina Simone
Pour les articles homonymes, voir Simone.
Eunice Kathleen Waymon, dite Nina Simone /ˈni.nə sɪ.ˈmoʊn/, née le 21 février 1933 à Tryon (Caroline du Nord, États-Unis) et morte le 21 avril 2003 à Carry-le-Rouet (Bouches-du-Rhône, France), est une pianiste, chanteuse, compositrice et arrangeuse musicale américaine. Elle fut également militante pour les droits civiques. Elle est considérée, avec Ella Fitzgerald, Sarah Vaughan et Billie Holiday, comme l'une des quatre plus grandes chanteuses de jazz de l'histoire.
Née dans une famille méthodiste, la jeune Eunice est très attirée par la musique classique, mais la pauvreté et le racisme ont raison de ses ambitions. Désirant à l'origine devenir pianiste concertiste, elle s'est finalement illustrée dans des styles musicaux variés, notamment le jazz, le blues, la musique classique, la soul, le folk, le R&B, le gospel et la pop. Son parcours musical change en effet de direction lorsqu'elle se voit refuser une bourse d'études à l'institut de musique Curtis. Alors qu'elle joue et chante dans un petit club de Philadelphie, elle est contactée par le label Bethlehem Records pour un enregistrement et, lors de l'année 1957, le morceau I Loves You, Porgy (en), chanson de l'opéra Porgy and Bess de George Gershwin, devient un grand succès aux États-Unis. Son premier album, Little Girl Blue, sort en 1958.
Nina Simone, qui enregistre une cinquantaine d'albums au cours de sa carrière, est l'une des principales représentantes du jazz vocal. Elle se produit par ailleurs à plusieurs reprises au Montreux Jazz Festival. Son style original est issu de la fusion de chansons gospel et pop avec la musique classique.
Au milieu des années 1960, elle s'engage dans le mouvement de défense des droits civiques. Sa musique est très influente dans la lutte pour l'égalité des droits que mènent les Noirs américains à cette période aux États-Unis. Puissante et radicale, elle est une source d'inspiration pour cette génération et continue de l'être pour celles qui suivent.

Une citation qu'elle a dit en faveur des droits pour lesquels elle milite:
Je vais vous dire ce que la liberté représente à mes yeux : aucune peur.

## Biographie

### Jeunesse (1933-1954)
Eunice Kathleen Waymon /ju.nɪs kæθ.lin weɪ.mɑn/ est née le 21 février 1933 à Tryon, en Caroline du Nord. Sa mère, Mary Kate Irvin, est une prédicatrice méthodiste et travaillait comme femme de ménage,.
Son père, John Divine Waymon, travaille comme barbier et teinturier ainsi que comme artiste. Il ouvre sa propre entreprise de nettoyage à sec et travaille à mi-temps comme coiffeur-barbier et parfois même comme chauffeur de camion pour permettre à sa famille de vivre.
Leur vie devient suffisamment confortable pour que Kate puisse cesser de travailler et se consacrer à l'éducation de leurs quatre enfants. Dans la famille tous chantent, et plus particulièrement son père : il est appelé le siffleur car il siffle tout le temps et peut même produire deux notes en même temps, mais sait aussi bien chanter et danser. La famille s'installe à Tryon au début de l'année 1929 et John y ouvre son pressing. Kate donne naissance à Dorothy peu de temps après.
La crise de 1929 oblige Kate à travailler comme femme de ménage et son mari à accepter les tâches les plus ingrates. Il subit une intervention chirurgicale qui aggrave davantage leur situation financière, obligeant la famille à s'installer dans un des quartiers les plus pauvres de la ville. Kate s'investit totalement dans la vie de l'église méthodiste, et devient révérende.
Eunice est la sixième enfant du couple qui en aura huit. Elle commence à jouer du piano dès l'âge de trois ou quatre ans ; la première chanson qu'elle apprend est God Be With You, Till We Meet Again, cantique préféré de sa mère. Elle montre très tôt de grandes dispositions pour le chant et le piano qu'elle pratique à l'église et donne son premier concert, un récital classique, à douze ans. Nina Simone racontera plus tard que lors de cette performance, ses parents, qui avaient pris place au premier rang, ont dû se déplacer à l'arrière de la salle pour faire place à des blancs. Elle ajouta qu'elle avait refusé de jouer jusqu'à ce que ses parents aient repris leur place au devant de l'audience, incident ayant contribué plus tard à son implication dans le mouvement américain des droits civiques.

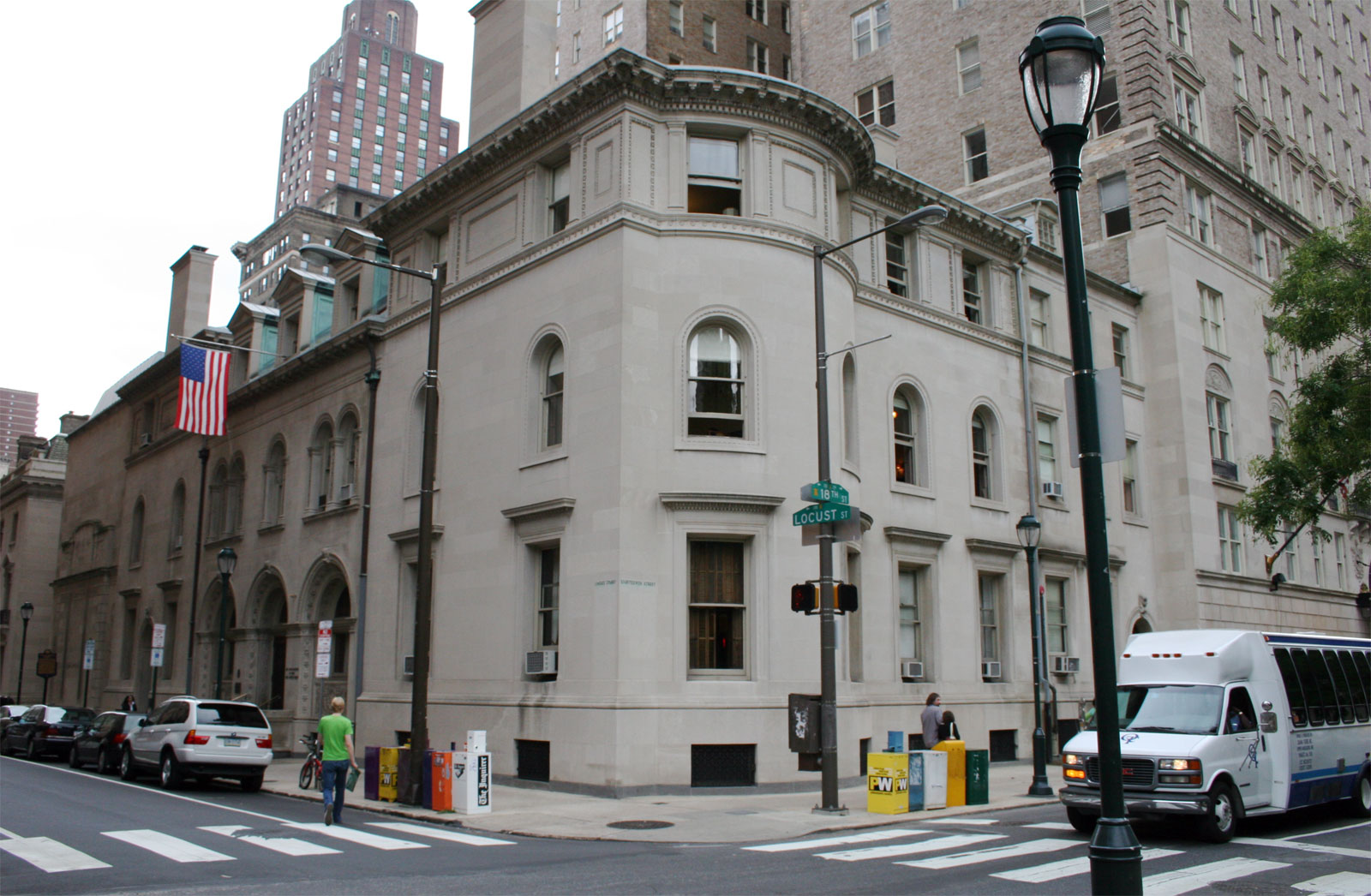
L'Institut de musique Curtis : un rêve manqué de Nina Simone.

La jeune pianiste est remarquée par la patronne de sa mère, Mrs. Miller, qui lui conseille d'encourager ses dispositions et avec l'appui des voisins de Tryon crée un fonds pour recueillir l'argent destiné à financer sa formation. Elle propose également de payer pendant un an ses cours de piano et la présente à Muriel Massinovitch, Miss Mazzy, qui devient pour elle une seconde mère (« My white momma », « ma mère blanche »). Pendant six ans, tous les samedis matin, elle va chez miss Mazzy. Cette expérience était pour elle la découverte d'un nouveau monde. Elle déclara plus tard que lorsqu'elle y découvrit la musique de Jean-Sébastien Bach, elle « faillit s'évanouir tellement c'était beau ». À cette époque, elle joue plus de trois heures de piano par jour.
Elle continue de travailler durement afin de devenir la « première concertiste classique Noire en Amérique ». Dans ses mémoires, Nina Simone attribue cette phrase à sa mère. Miss Mazzy annonce qu'elle n'avait plus rien à apprendre à l'enfant, alors âgée de douze ans. Pour que son élève puisse développer ses talents, elle propose le lycée Allen, un pensionnat pour enfants noirs surdoués situé à 80 kilomètres de Tryon. Elle y reste en pension complète sous surveillance et discipline strictes. Elle y entre en septembre 1945 et en sort major de sa promotion en juin 1950.
Miss Mazzy pense que seule la formation à l'Institut de musique Curtis, un prestigieux institut de musique de Philadelphie, peut permettre à son élève de devenir la première concertiste classique noire en Amérique. Pour passer l'examen d'entrée, il est nécessaire d'effectuer une préparation à la Juilliard School de New York. Grâce au soutien financier des personnes qui croient en ses capacités, Nina Simone s'installe à New York pour étudier et se prépare à l'épreuve entre le 3 juillet et le 11 août 1950. Elle est la seule élève noire de sa promotion. Mais elle n'est pas reçue. Sa déception est très grande car elle croit que ce refus est directement lié au fait qu'elle soit noire (bien que, l'Institut reçoit et forme des élèves noirs depuis ses débuts, dont Russell Johnson en 1928 et George Walker en 1945, l'obstacle ayant été plutôt le grand nombre de candidats au regard du nombre de places). Sa mère lui trouve une place d'employée chez un photographe à Philadelphie et avec le peu d'argent qui reste elle suit quelques semaines de cours avec Vladimir Sokoloff (en) qui aurait dû être son professeur au Curtis Institute.

### Premiers succès (1954-1959)
Elle quitte peu de temps après son travail chez le photographe pour jouer comme pianiste-accompagnatrice chez une professeure de chant nommée Arlene Smith, afin d'accompagner ses élèves. Au bout d'un an, elle décide de s'installer à son compte, emmenant une partie des élèves de son ancienne employeuse. Cette période de sa vie est très dure, mais lui permet d'être indépendante et de continuer à payer ses cours avec le professeur Vladimir Sokoloff. 
Pour financer ses leçons privées, elle effectue des représentations au Midtown Bar & Grill à Atlantic City, jouant uniquement du piano ; mais le propriétaire l'oblige à chanter également, menaçant de la renvoyer si elle refuse. Elle choisit le nom de scène « Nina Simone » en 1954, pour cacher cette activité à ses parents. Le mot Nina, du mot castillan niña, qui signifie « petite fille » en espagnol, est le surnom que lui avait donné un petit ami et Simone est emprunté à l'actrice Simone Signoret qu'elle a vue dans le film Casque d'Or de Jacques Becker,. Nina Simone impose son style peu à peu. Le mélange de jazz, de blues et de musique classique qu'elle réalise au Midtown, lui permet d'obtenir un groupe d'admirateurs fidèles. En fin de saison, elle retourne à Philadelphie pour poursuivre ses précédentes activités.
Pendant la saison estivale qu'elle effectue en 1955 au Midtown Bar & Grill, elle rencontre Tex Axelrod, un passionné de musique qui lui fait découvrir les différents types de musique et lui suggère de chanter I Loves You, Porgy de George Gershwin (à partir de Porgy and Bess), qu'elle insiste à prononcer "I love you, Porgy" afin de ne pas reproduire le "petit nègre" dénigrant attendu par le public blanc. À la suite de cette saison, elle annonce à ses élèves qu'elle souhaite tenter sa chance dans les clubs de Philadelphie. Elle passe son temps entre les cours chez Sokoloff et ses engagements. Elle avoue à ses parents d'où vient l'argent qu'elle leur envoie tous les mois. Cette révélation coupe alors les derniers liens avec sa mère qui considère cette musique comme « la musique du diable ».
Nina Simone fait une troisième saison au Midtown Bar & Grill où le propriétaire l'attend avec impatience, car elle lui permet d'afficher complet tous les soirs. Elle y rencontre Don Ross, un fêtard sans ambition, mais qui fut sans doute son premier réel amoureux.
Un agent artistique new-yorkais, Jerry Fields, impressionné par ses interprétations, lui propose un contrat mais en demande l'exclusivité. Elle accepte et reçoit ensuite des offres d'engagements dans plusieurs clubs. Dans un de ces clubs, elle rencontre le guitariste Alvin Schackman et signe un premier contrat avec Syd Nathan (en), dirigeant du label King Records. Elle enregistre un premier disque de quatorze titres en une seule journée.
Après ses passages dans les petits clubs, elle enregistre en 1957 une interprétation de I Loves You, Porgy, qu'elle a appris à partir d'un album de Billie Holiday et interprété pour un ami. Le titre devient son unique succès au top 40 du Billboard aux États-Unis et son premier album Little Girl Blue a suivi peu après sur le label Bethlehem Records.
Arrivée à New York en 1958, elle se produit non pas à Harlem mais dans des clubs à la mode de Greenwich Village, où il existait une certaine mixité raciale. Son répertoire est éclectique, entre jazz, folk, classique, morceaux issues de comédies musicales et chants africains.
Nina Simone perd plus d'un million de dollars de droits d'auteur (principalement en raison du succès de la réédition de My Baby Just Cares for Me dans les années 1980) et ne tire jamais aucun avantage financier de l'album, parce qu'elle en a vendu les droits pour 3 000 $.

### Début de popularité (1959-1964)
Après le succès de Little Girl Blue, Nina Simone signe un contrat avec la grande maison de disques Colpix Records, suivi par une série d'albums studio et live. Colpix renonce dans le contrat au contrôle de l'aspect créatif, y compris au choix du contenu à enregistrer, en échange de quoi Nina Simone doit s'engager par contrat avec cette société. La chanteuse, qui à cette période joue de la musique populaire afin de se faire de l'argent pour poursuivre ses études de musique classique, est audacieuse en ce qui concerne son exigence de contrôle par elle-même de sa musique, puisqu'il lui est indifférent d'obtenir ou non un contrat d'enregistrement. Elle garde cette attitude envers l'industrie du disque durant la majeure partie de sa carrière.
Après avoir été mariée brièvement à un client blanc du bar d'Atlantic City, elle épouse en 1961 un détective de la police de New York nommé Andrew Stroud, plus tard son manager. Leur fille Lisa Celeste Stroud naît le 12 septembre 1962. Ils vivent dans une grande maison de Westchester, employant une bonne et un jardinier.
Le 12 avril 1963, elle chante au Carnegie Hall, le jour où Martin Luther King est arrêté à Birmingham (Alabama). Discutant avec ses amies de Marx ou de Lénine, elle affermit sa conscience politique. Elle se produit en juin de la même année au bénéfice de la National Association for the Advancement of Colored People et en août chante dans le stade d'une université noire dans ce qui est considéré comme le premier concert multiracial de cet État. Elle suit à la télévision la marche sur Washington pour l'emploi et la liberté, où Martin Luther King prononce « I have a dream ».

### Période des droits civiques (1964-1974)
En 1964, elle quitte son distributeur de disques américain Colpix pour le néerlandais Philips, ce qui entraîne un changement sur le contenu de ses enregistrements. Elle a jusque-là toujours inclus à son répertoire des chansons qui suggèrent ses origines afro-américaines, comme les morceaux Brown Baby et Zungo sur l'album Nina at the Village Gate en 1962. Mais sur son premier album pour Philips en 1964 — un enregistrement en public nommé Nina Simone In Concert —, pour la première fois elle aborde ouvertement l'inégalité raciale qui est très répandue à cette période aux États-Unis avec la chanson Mississippi Goddam, qui est sa réponse à l'assassinat de Medgar Evers et à un attentat dans une église à Birmingham en Alabama ayant tué quatre enfants noirs. La chanson paraît en single et est boycottée dans certains États du Sud,. Avec la chanson Old Jim Crow sur le même album, elle réagit aux lois Jim Crow. En 1964, lors d'un concert au Carnegie Hall, devant un public majoritairement blanc, elle lance : « Vous tomberez tous comme des mouches » (paroles de Mississippi Goddam qu'elle édulcorera plus tard en « Nous tomberons tous »).

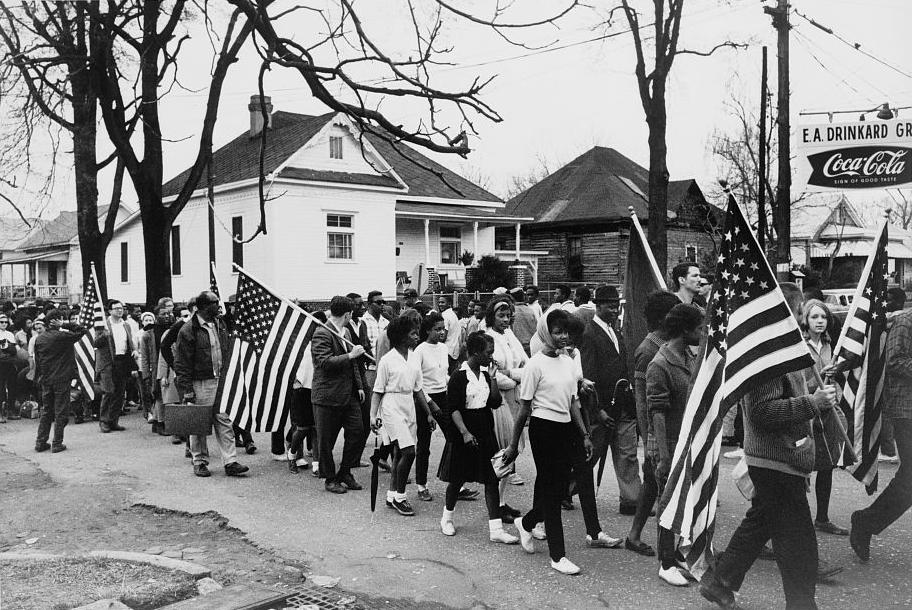
Marche de Selma à Montgomery à laquelle participe Simone en mars 1965.

À partir de cet album, les enregistrements de Nina Simone intègrent un message pour les droits civiques, déjà présent dans ses interprétations en public. Elle joue et prend la parole lors de nombreuses grandes réunions publiques sur les droits civils, comme à la Marche de Selma à Montgomery en 1965. Nina Simone soutient la révolution par la violence durant la période pour les droits civiques, par opposition à l'approche de non-violence recommandée par le pasteur Martin Luther King et espère que les Afro-Américains pourront par la lutte armée former un État distinct. Elle interprète la chanson Strange Fruit de Billie Holiday sur l'album Pastel Blues en 1965, une chanson sur le lynchage d'hommes noirs dans le Sud et chante le poème Images de Waring Cuney sur Let It All Out (1966), à propos de l'absence de fierté de la femme afro-américaine. Simone écrit également une chanson nommée Four Women qu'elle chante sur l'album Wild Is the Wind (1966), une chanson sur quatre différents stéréotypes de femmes afro-américaines. Cette chanson est interdite sur de nombreuses radios car elle est considérée comme politiquement provocatrice.[réf. souhaitée]
Même à l'apogée de sa carrière, ses titres figurent rarement en haut des classements. Toutefois, ses concerts sont très remplis. En 1966, le critique du quotidien afro-américain Philadelphia Tribune écrit qu'entendre chanter Nina Simone c'est « entrer en contact rugueux avec le cœur noir et ressentir la puissance et la beauté qui palpitent depuis des siècles ».
En 1967, elle quitte Philips pour rejoindre RCA Victor. Elle chante Backlash Blues écrite par son ami Langston Hughes sur son premier album RCA, Nina Simone Sings the Blues (1967). Sur l'album Silk & Soul (1967), elle enregistre le titre I Wish I Knew How It Would Feel to Be Free composé par le pianiste Billy Taylor et Turning Point. L'album Nuff Said contient des chansons enregistrées le 7 avril 1968 en public dans la salle de spectacle du Westbury Music Fair à New York, trois jours après l'assassinat de Martin Luther King. Elle lui dédie tout le spectacle et chante Why? (The King of Love Is Dead), une chanson écrite par son bassiste Eugene Taylor, peu après l'annonce de la mort du pasteur.
En collaboration avec le compositeur Weldon Irvine (en), elle transpose en chanson pour les droits civiques la pièce inachevée intitulée To Be Young, Gifted and Black de la dramaturge américaine Lorraine Hansberry, une amie avec qui elle reconnaît avoir développé sa conscience sociale et politique. Elle chante la chanson en public sur l'album Black Gold (1970). Un enregistrement studio paraît en single et la chanson est reprise par Aretha Franklin sur l'album Young, Gifted and Black sorti en 1972 avec Donny Hathaway,.
En 1969, à New York, au cours du Harlem Cultural Festival, le 17 août, elle lance au public : « Vous êtes prêts à démolir le monde blanc, à incendier les bâtiments ? Vous êtes prêts ? Vous êtes prêts à construire un monde noir ? » (« Are you ready... »),.

### Fin de carrière (1974-2003)

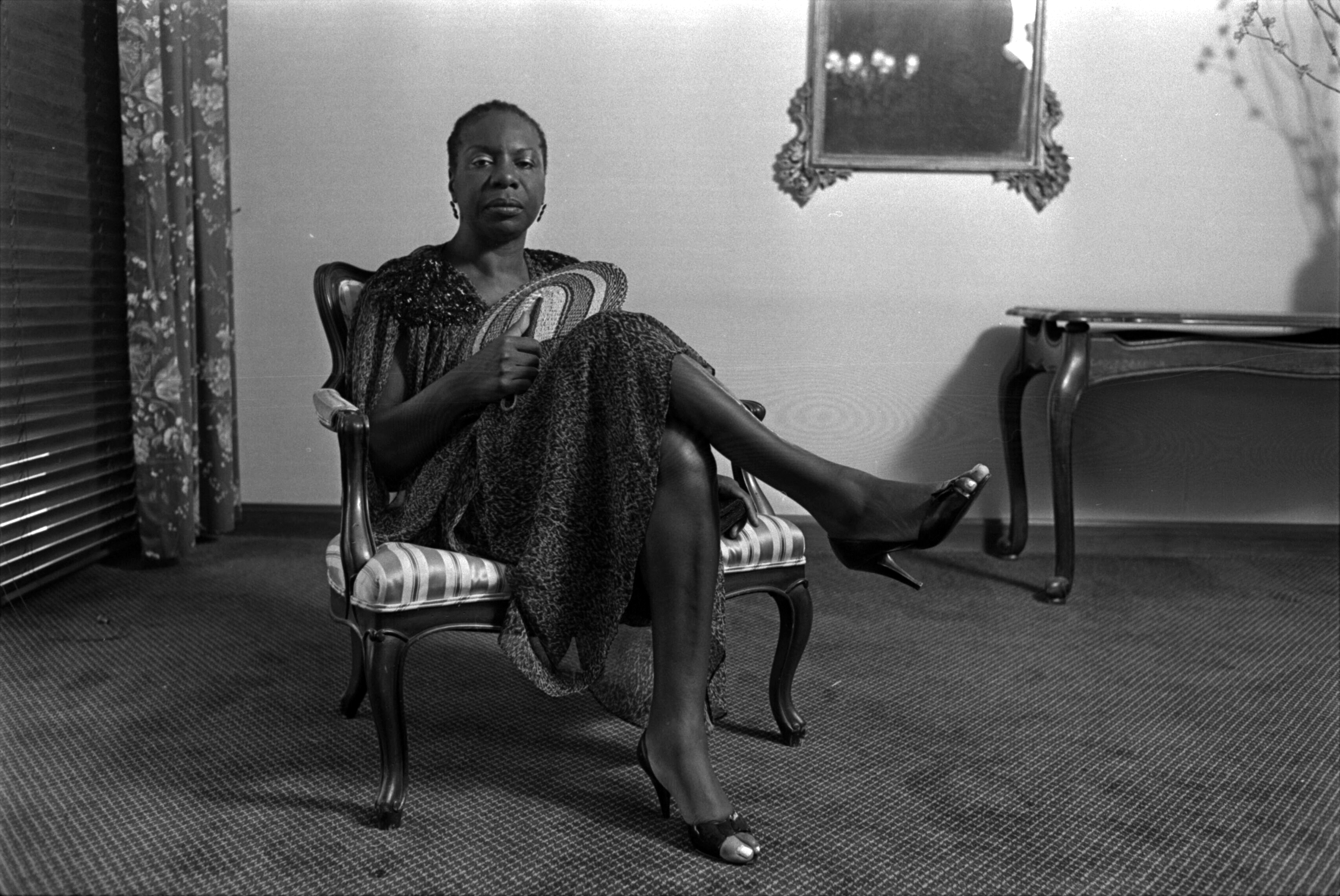
Nina Simone chez elle aux États-Unis en 1985

Considérée comme une diva capricieuse et ingérable, fâchée avec tout le monde, avec le fisc américain en particulier, elle quitte, seule, les États-Unis en septembre 1970 pour la Barbade ; elle compte sur son mari et manager Andrew Stroud pour lui indiquer quand elle devra reprendre la scène. Celui-ci interprète cependant cette disparition soudaine de Nina Simone (qui a laissé derrière elle son alliance) comme l'indication d'un désir de divorce (elle a noté qu'il la battait dans ses carnets et dans des lettres des années 1960 publiées en 2010 dans The Believer). En tant que manager, Andrew Stroud est aussi chargé des revenus de Nina Simone. De ce fait, après leur séparation, Nina Simone ne sait pas précisément de quelle façon ses activités ont été gérées. À son retour aux États-Unis, elle apprend qu'elle est recherchée pour des impôts impayés, ce qui l'oblige à retourner à la Barbade pour se soustraire aux poursuites. Elle séjourne pendant quelque temps dans ce pays, y entretenant une longue liaison avec le premier ministre, Errol Barrow,.
La chanteuse Miriam Makeba, une amie proche, la convainc ensuite d'aller au Liberia. Elle y demeure deux ans, à partir de 1974, avec sa fille de 12 ans, sans s'y produire ou presque.
Alors que le pop rock est à la mode, ce n'est plus le cas de la folk et du jazz. Par ailleurs, n'ayant plus son mari et manager avec elle, elle se trouve privée de son aide, il lui interdisait notamment de boire avant de monter en scène. Elle continue à pouvoir gagner sa vie avec ses prestations mais écrit plus tard à propos de cette période : « Andy était parti et le mouvement m'avait aussi laissé tomber, j'étais paumée comme une écolière séduite et abandonnée. »
Sa deuxième représentation au Montreux Jazz Festival en 1976 (la première a lieu en 1968) est disponible en vidéo chez le distributeur Eagle Rock Entertainment et est projetée chaque année à New York lors d'un événement appelé The Rise and Fall of Nina Simone: Montreux, 1976 organisée par Tom Blunt. Elle s'est produit de nombreuses fois au festival : (1968, 1976, 1981, 1987 et 1990). Sa prestation de 1976, relatée dans le film What Happened, Miss Simone? est devenue un concert mémorable : Nina y déclare qu'elle avait eu l'intention de ne plus chanter ni jouer en public, et s'arrêtant en plein milieu d'une chanson donne l'ordre à une spectatrice de s'asseoir (pour respecter sa musique, comme on le fait habituellement dans les concerts de musique classique).

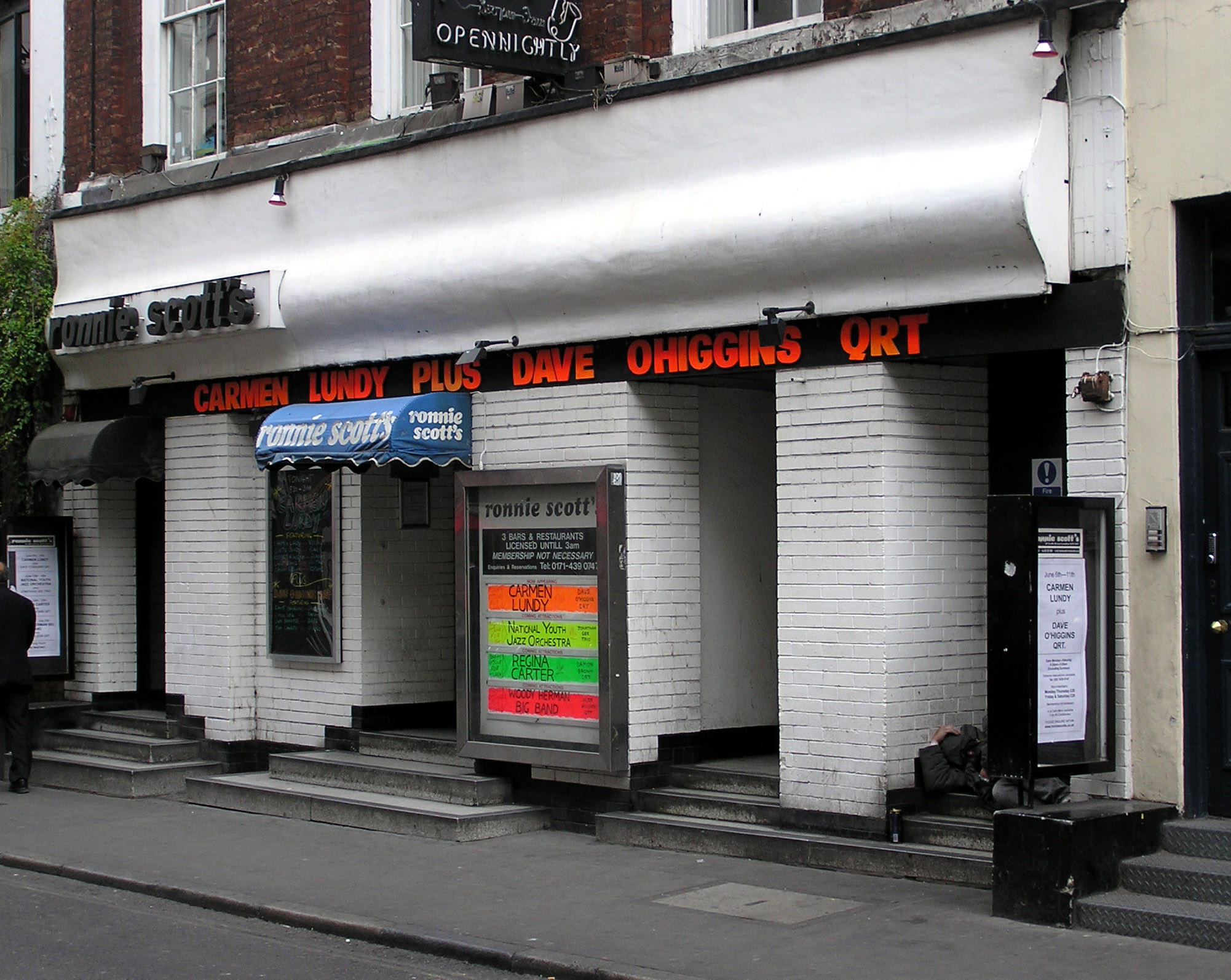
Le club de jazz Ronnie Scott's où Simone enregistre un album en public en 1984.

Au cours de l'année 1974, Simone enregistre son dernier album pour RCA Records intitulé It Is Finished, et n'enregistre pas d'autre album avant 1978, lorsque Creed Taylor, patron de CTI Records, la persuade de retourner en studio d'enregistrement. Il en résulte son unique album pour ce label, Baltimore, qui n'est pas un succès commercial et les critiques sont mitigées. Son choix sur le contenu des albums conserve son éclectisme, allant des chansons spirituelles à Rich Girl du duo pop américain Hall and Oates sur l'album Baltimore. En 1978 également, elle est arrêtée puis rapidement relâchée pour avoir refusé de payer ses impôts de 1970 à 1973, en protestation contre l’engagement de son pays dans la guerre du Viêt Nam. Elle vit ensuite, en Suisse et aux Pays-Bas, puis s'installe en France en 1992.

#### À Paris
Nina Simone séjourne à Paris entre 1981 et 1983 : elle y donne quelques représentations à caractère « intime » dans des petites salles du Quartier latin (Aux Trois Mailletz) et de l'Île Saint-Louis ainsi qu'au Palais des glaces (rue du Faubourg-du-Temple), au New Morning (rue des Petites-Écuries), mais le public n'est pas au rendez-vous, faute d'une promotion adéquate. Sur scène, les soirs où elle accepte de chanter, elle est accompagnée par les trois musiciens avec lesquels elle vient d'enregistrer l'un de ses derniers grands albums originaux : Sydney Thiam (percussions africaines), Sylvin Marc (basse) et Paco Séry (batterie). Elle réside alors dans un trois-pièces de la villa du Parc-de-Montsouris. En janvier 1982, Simone enregistre au studio Davout l'album Fodder on My Wings pour le label français « Carrère ».
Au cours des années 1980, Simone a l'occasion de se produire régulièrement au célèbre club de jazz londonien Ronnie Scott's, où elle enregistre en 1984 l'album Live at Ronnie Scott. En 1987, la renaissance du label Verve lui permet d'enregistrer un album en public (Let It Be Me) et de revenir sur le devant de la scène. De plus, la version originale du titre My Baby Just Cares for Me datant de 1958 est utilisée dans une publicité sortie au Royaume-Uni pour le parfum No 5 de Chanel. Cela conduit à sa réédition, la plaçant à la 5e position dans le classement des singles au Royaume-Uni et lui offrant une brève et soudaine popularité.
En 1986, elle est hospitalisée avec camisole de force. Victime du racisme pendant son enfance et de violences conjugales après son mariage, se rebellant contre les violences policières comme celle du Ku Klux Klan, elle reconnaît aimer la violence physique qui s'exprime lors de crises caractéristiques du trouble bipolaire qui l'a habitée toute sa vie et qui sera diagnostiqué très tard.

#### Dernières prestations
L'autobiographie de Nina Simone intitulée I Put a Spell on You paraît en 1992 et elle enregistre son dernier album A Single Woman l'année suivante. La même année, elle offre une version de Ne me quitte pas de Jacques Brel au festival international de jazz de Montréal.
En 1993, Simone s'installe près d'Aix-en-Provence à Bouc-Bel-Air dans le sud de la France. En 1998, elle est l'invitée spéciale de l'anniversaire de Nelson Mandela. En 1995, elle incendie sa maison, tire au pistolet d'alarme sur un adolescent qui faisait trop de bruit dans une cour voisine, croyant répondre à des insultes racistes, et le blesse à la jambe. Les huit mois de prison auxquels elle est condamnée sont finalement mués en sursis.
En 1999, elle est récompensée pour l'ensemble de sa carrière au Irish Music Hall of Fame (en) à Dublin. Elle reçoit en 2000 le prix de Diamond Award for Excellence in Music de l'association de la musique afro-américaine de Philadelphie.
Parmi ses dernières apparitions sur scène, en avril 2000, elle joue à São Paulo (Brésil), en août suivant, au festival Jazz in Marciac (Gers, France), et le 29 juin 2002, à Sopot (Pologne), qui est son ultime performance en public. En juillet 2001, dans un concert à Seattle, elle critique George W. Bush, poussant le public à « faire quelque chose contre ce type » alors qu'elle chante Mississippi Goddam. Elle ne revient plus aux États-Unis, qu'elle surnomme « United Snakes of America » (« snakes » signifiant « serpents »).
Elle n'apprécie guère le rap, estimant qu'il pousse les Afro-Américains à reporter leur colère sur les femmes : « Il faisait croire aux gens que les femmes étaient des êtres de seconde zone, les traitait de salopes et des trucs comme ça. »[réf. nécessaire]

#### Mort
Après plusieurs mois de maladie, elle meurt le 21 avril 2003 d'un cancer du sein, dont elle souffre depuis des années, à son tout nouveau domicile de Carry-le-Rouet dans les Bouches-du-Rhône (elle s'était installée à Bouc-Bel-Air auparavant, où elle vivait depuis huit ans). De nombreux artistes sont présents à ses funérailles dont les chanteuses Miriam Makeba et Patti LaBelle, la poétesse Sonia Sanchez, l'acteur Ossie Davis et des centaines d'autres. Ses cendres sont dispersées selon ses souhaits dans plusieurs pays africains.
Elle laisse derrière elle une fille, Lisa Celeste, devenue actrice et chanteuse, qui a pris comme nom de scène Simone et qui a notamment joué à Broadway dans Aida en 2002.

## Style musical

### Standards de Nina Simone
Au cours de sa carrière, Simone réunit un ensemble de chansons dont certaines deviennent des standards de son répertoire (en dehors de celles pour les droits civiques). Ces chansons sont ses propres mélodies, des reprises (elle y effectue généralement un nouvel arrangement) ou des chansons spécialement écrites pour elle. Sa première chanson qui obtient un succès en Amérique est une reprise de George Gershwin, I Loves You, Porgy, en 1958. Elle atteint la 18e position dans le classement pop de singles et la 2e sur celui des singles R&B. Pendant cette période, elle enregistre aussi My Baby Just Cares for Me qui, des années plus tard, en 1987, devient son plus important succès à la suite de son utilisation dans un spot publicitaire pour un parfum Chanel.
Les chansons les plus connues de ses albums chez Philips comprennent notamment Don't Let Me Be Misunderstood sur Broadway-Blues-Ballads (1964), I Put a Spell on You, Ne me quitte pas (écrite et composée par Jacques Brel) et Feeling Good sur l'album I Put a Spell on You (1965), Lilac Wine et Wild Is the Wind sur l'album du même nom en 1966.
Certaines reprises, en particulier, comme Don't Let Me Be Misunderstood (la version du groupe The Animals obtient un grand succès), Feeling Good et Sinner Man sur Pastel Blues (1965) ainsi que l'utilisation d'extraits sur divers films, séries télévisées ou bandes sonores de jeux vidéo, eurent une grande popularité. C'est le cas notamment du titre Sinnerman intégré dans les séries télévisées Scrubs, Sherlock et Lucifer, dans des films comme Thomas Crown, Miami Vice et Inland Empire, et utilisé en extraits par des artistes comme Talib Kweli et Timbaland. La chanson Don't Let Me Be Misunderstood est utilisée en extrait par Devo Springsteen sur le titre Misunderstood du rappeur américain Common en 2007 sur l'album Finding Forever et sur la chanson DontGetIt avec l'album Tha Carter III paru en 2008 du rappeur Lil Wayne.
La période de Simone chez RCA-Victor l'a vue produire plusieurs singles et chansons d'albums devenus populaires, notamment en Europe. En 1968, c'est le cas du titre Ain't Got No, I Got Life, un medley de la comédie musicale Hair issu de l'album 'Nuff Said! paru en 1968 qui devient un succès inattendu pour Simone, atteignant la deuxième position des classements au Royaume-Uni, permettant de la faire connaître à un public plus jeune. Le titre se reclasse à nouveau en 2006 dans le Top 30 britannique grâce à une version remixée par Groovefinder. Le single To Love Somebody des Bee Gees sur l'album de Simone du même nom a également atteint le top 10 du classement britannique en 1969. Le morceau The House of the Rising Sun présent sur l'album Nina Simone Sings the Blues en 1967 et déjà enregistré précédemment en 1961 sur Nina at the Village Gate (1962), précède les versions de Dave Van Ronk et de Bob Dylan. Le titre est par la suite repris par The Animals et est devenu leur grand tube en 1964.
L'héritage de Nina Simone a été ignoré pendant plusieurs décennies, Will Friedwald la citant brièvement dans son ouvrage majeur Jazz Singing (1990) en écrivant qu'elle est « rébarbative et peu communicative » et fait l'objet d'un culte « que seuls ses fidèles comprennent ». Il est depuis revenu sur ses propos en 2010 dans A biographical guide to the great jazz and pop singers, lui consacrant un article et lui attribuant le rôle « le plus important » pour son influence sur le jazz au XXe siècle. Des livres comme How it feels to be free ? de Ruth Feldstein et Nina Simone de Richard Elliott ont également participé de cette revalorisation, tout comme Barack Obama, alors candidat à l'élection présidentielle en 2008 qui cita Sinner Man parmi ses dix titres préférés.

### Style sur scène
Nina Simone est à la fois pianiste, chanteuse et interprète, « séparément et simultanément ». Sur scène, elle passe du gospel au blues, du jazz au folk, d'airs de style classique européen à des fugues de type contrapuntique à la manière de Jean-Sébastien Bach. Ses prestations intègrent aussi des monologues et des dialogues avec le public, et elle utilise souvent le silence comme élément musical : elle le compare à de « l'hypnose de masse » et affirme « l'utiliser tout le temps ». Pendant la plus grande partie de sa carrière musicale, elle était accompagnée du percussionniste Leopoldo Fleming et du guitariste et chef d'orchestre Al Schackman.

## Héritage et influence

### Musique
De nombreux musiciens ont cité Nina Simone comme un apport important dans leur apprentissage musical, notamment,,, :
- Beyoncé
- Christina Aguilera
- Elkie Brooks
- Talib Kweli
- Mos Def
- Amy Winehouse
- Kanye West
- John Legend
- Elizabeth Fraser
- Cat Stevens
- Peter Gabriel
- Cedric Bixler-Zavala
- Mary J. Blige
- Madonna
- Michael Gira
- Angela McCluskey
- Lauryn Hill
- Patrice Babatunde
- Alicia Keys
- Ian MacKaye
- Kerry Brothers Jr. (en)
- Amanda Palmer
- Jeff Buckley
- Lana Del Rey
- Olivia Ruiz
- Andra Day

John Lennon a indiqué que la version de Nina Simone de la chanson I Put a Spell on You a été une source d'inspiration pour la chanson Michelle des Beatles. D'autres musiciens ont repris ou réinterprété ses chansons ; c'est le cas du groupe new-yorkais Black Rock Coalition, de la chanteuse finlandaise Carola, de Janis Joplin, Marilyn Manson, David Bowie, Roberta Flack, Jeff Buckley, Muse (ils reprennent notamment Feeling Good sur leur second album), Cat Power, Katie Melua, Feist, Ed Sheeran, Michael Bublé, Lana Del Rey ou encore Sonia Wieder-Atherton. En 2013, Kanye West sample des phrases de Strange fruit de Nina Simone mais transforme la voix de la chanteuse au point de la rendre méconnaissable.
Plusieurs films, séries et jeux vidéo intègrent des compositions de Nina Simone dans leur bande sonore ; c'est le cas notamment de :
- The Big Lebowski (1998)
- Nom de code : Nina (1993)
- Coup de foudre à Notting Hill (1999)
- L'Enfer du dimanche (1999)
- Thomas Crown (1999)
- Six Feet Under (2001)
- Dancer Upstairs (2002)
- Before Sunset (2004)
- Cellular (2004)
- Inland Empire (2006)
- Sex and the City (2008)
- The World Unseen (2008)
- Les Noces rebelles (2008)
- Watchmen : Les Gardiens (2009)
- The Saboteur (2009 - jeu vidéo)
- Chuck (2010 - série télévisée, saison 3, épisode 14)
- Les Petits Mouchoirs (2010)
- Luther (2010)

- Repo Men (2011)
- Intouchables (2011)
- Louise Wimmer (2011)
- US Marshals : Protection de témoins (2011)
- Et soudain, tout le monde me manque (2011)
- Person of Interest (2013)
- Suzanne (2013)
- Fallout 4 (2015)
- Perfect Days"" (2023)

### Films

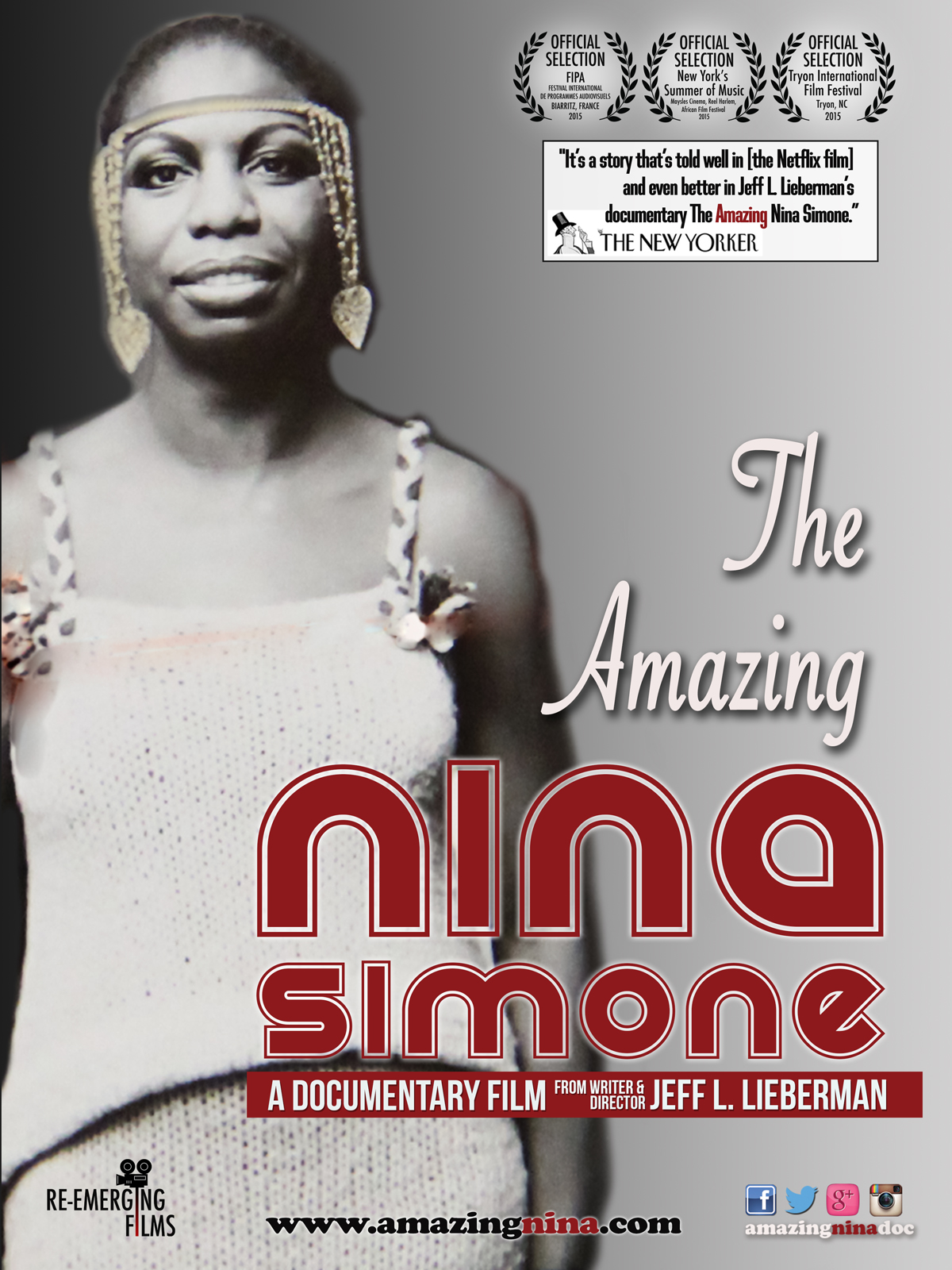
Affiche du documentaire The Amazing Nina Simone réalisé par Jeff L. Lieberman.

Le documentaire Nina Simone : La Légende est réalisé dans les années 1990 par le cinéaste français Frank Lords ; il se base sur l'autobiographie I Put a Spell on You et reproduit plusieurs séquences issues de différentes périodes de la carrière de la chanteuse, des entretiens avec des amis et avec sa famille, et avec Nina Simone elle-même lors de son installation aux Pays-Bas ainsi qu'au cours d'un voyage sur son lieu de naissance. Certaines scènes du documentaire proviennent d'un document biographique de 26 minutes réalisé antérieurement par Peter Rodis et paru en 1969, intitulé simplement Nina.
Sa représentation au Montreux Jazz Festival en 1976 est disponible en vidéo chez le distributeur Eagle Rock Entertainment et est projeté chaque année à New York lors d'un événement appelé The Rise and Fall of Nina Simone: Montreux, 1976 organisée par Tom Blunt.
Un projet de film biographique sur Nina Simone est annoncé fin 2005 comme devant être basé sur l'autobiographie I Put a Spell on You (1992), relatant en particulier sa relation, à la fin de sa vie, avec son assistant Clifton Henderson, décédé en 2006. L'auteur Cynthia Mort (Will et Grace, Roseanne) travaille sur le scénario et réalise le film. Zoe Saldana – dont le choix a été chaudement critiqué par cause du type racial plutôt métisse de la comédienne d'origine dominicaine – aura le rôle-titre du long métrage, intitulé Nina, dont la production débute le 16 octobre 2012. Le film est sorti en avril 2016 aux États-Unis.
En 2015 sort What Happened, Miss Simone?, un documentaire de Liz Garbus retraçant la carrière et l'engagement politique pour les droits civiques de la chanteuse. Il est nommé à six Primetime Emmy Awards. Le documentaire The Amazing Nina Simone (en) est réalisé par Jeff L. Lieberman (en) et sort aussi en 2015.

### Littérature
Nina Simone, roman de Gilles Leroy, paru en 2013, réinvente les trois dernières années de la vie de Nina Simone.
Le titre du roman En attendant Bojangles d'Olivier Bourdeaut (2015) se réfère à une chanson interprétée par Nina Simone.
En 2022 paraît Nina Simone, mélodie de la lutte de Sophie Adriansen, une biographie qui retrace l'origine de l'engagement de Nina Simone en faveur des droits civiques.

### Théâtre
En 2020, une création autour de la figure de Nina Simone, Le Silence et la Peur de David Geselson (écriture et mise en scène), est jouée pour la première fois.

## Hommages

### Titres universitaires

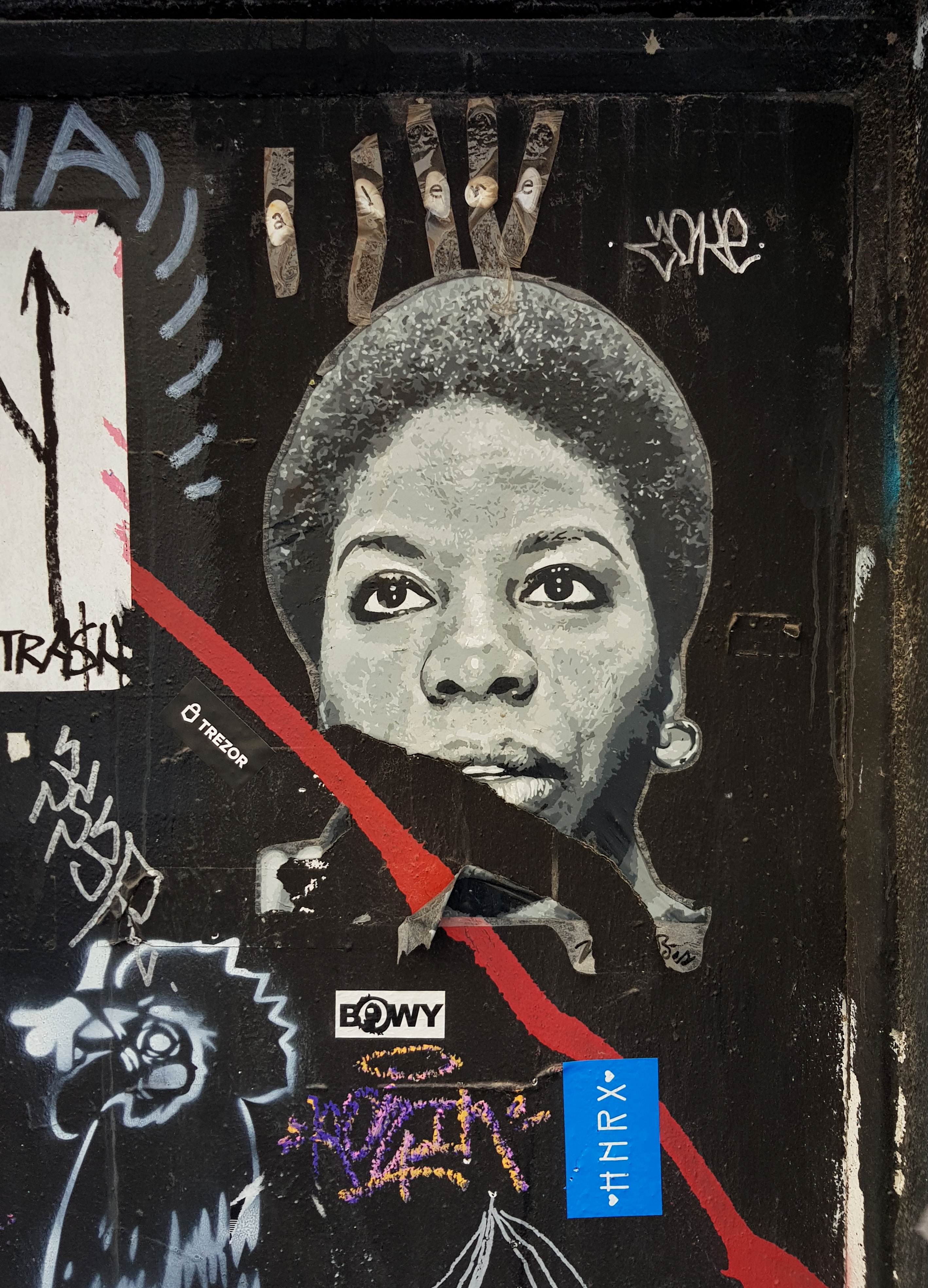
Portrait street art de Nina Simone à Valence (Espagne).

Lors du rassemblement Human Kindness Day en 1974 à Washington DC, plus de 10 000 personnes rendent hommage à Nina Simone,. Elle reçoit deux titres honorifiques de docteure honoris causa en musique et en sciences humaines de l'université du Massachusetts et du Malcolm X College.
À la suite de l'attribution de ces honneurs et d'un titre de l'université privée de Amherst College en 1977, elle a souhaité être appelée « Dr Nina Simone »,.

### Promotions étudiantes
En 2017, rendant hommage à sa carrière et à son engagement, les élèves conservateurs des bibliothèques (École nationale supérieure des sciences de l'information et des bibliothèques (enssib) ont choisi « Nina Simone » comme nom de promotion.
Son nom est choisi pour la 25e promotion 2017-2018 des élèves administrateurs territoriaux de l'Institut national des études territoriales (INET). De la même manière, la promotion qui sortira diplômée en 2021 de Sciences Po Lille a voté en 2017 de se baptiser « promotion Nina Simone », rendant ainsi hommage à une figure majeure de la scène musicale contemporaine et honorant son engagement pour les droits civiques des Noirs aux États-Unis.

### Lieux
Une statue en bronze de Nina Simone jouant du piano est érigée dans sa ville natale Tyron.
En 2016, le conservatoire de musique de Romainville, se renomme « Le conservatoire Nina Simone », c’est le premier conservatoire au monde à prendre ce nom.
En 2018, elle entre officiellement au Rock and Roll Hall of Fame.
Une rue de Nantes et une de Montpellier portent son nom.
Un collège à Lille porte également son nom.
Le 11 mai 2019, en marge du concert donné par sa fille Lisa Simone au théâtre de Longjumeau, dans le cadre du Festival de jazz, une allée Nina-Simone est inaugurée en présence de sa fille et de sa petite-fille Rihanna, allée qui mène à l'auditorium du théâtre.

## Discographie
Entre son premier succès avec I Loves You, Porgy paru en 1958 sur son premier album et son dernier enregistrement studio A Single Woman en 1993, Nina Simone a enregistré 34 albums originaux, plus quelques albums en public publiés par son mari Andrew Stroud après leur séparation. Elle a très régulièrement été enregistrée en public, ses interprétations étant souvent comparables à celles réalisées en studio.
Les principaux albums de Nina Simone,,.
| Enregistrement | Nom de l'album               | Notes                                                                                       |
| -------------- | ---------------------------- | ------------------------------------------------------------------------------------------- |
| 1958           | Little Girl Blue             | Album studio, paru en Europe avec le titre Jazz As Played in an Exclusive Side Street Club. |
| 1959           | The Amazing Nina Simone      | Deuxième album studio, orienté jazz.                                                        |
| 1959           | Nina Simone at Town Hall     | Album en public, un mélange de piano classique avec une voix folk et jazzy.                 |
| 1962           | Nina at the Village Gate     | Album en public, plus intime, incluant une version de House of the Rising Sun.              |
| 1963           | Nina Simone at Carnegie Hall | Album en public.                                                                            |
| 1964           | Nina Simone in Concert       | Album en public, un quartet jazzy avec le chant de fierté d'être une femme afro-américaine. |
| 1964/1965      | Pastel Blues (en)            | Album studio enregistré entre 1964 et 1965 produit par Philips.                             |
| 1967           | Nina Simone Sings the Blues  | Album studio, considéré comme un classique de Nina Simone alors à son plus haut niveau.     |
| 1984           | Live at Ronnie Scott's       | Album en public.                                                                            |

## Publication
- (en) Nina Simone et Stephen Cleary, I put a spell on you : the autobiography of Nina Simone, Da Capo Press, 2003, 181 p. (ISBN 0-306-81327-0 et 9780306813276)